# Craspeda
Craspeda (лат.) — подрод травяных листоедов подсемейства хризомелин, семейства листоедов.

## Описание
У самок вершинный членик щупиков значительно уже, чем у самцов. Надкрылья в мелких точках.

## Классификация
В состав рода включают три вида
- Chrysolina furva (Peyerimhoff, 1926)
- Chrysolina limbata (Fabricius, 1775)
- Chrysolina jenisseiensis (Breit, 1920)

## Распространение
Представители подрода встречаются Европе, Северной Африке (Марокко), Кавказе, Казахстане, Сибири, Монголии и Дальнем Востоке.